# Luis Abinader
Luis Rodolfo Abinader Corona (* 12. července 1967 Santo Domingo) dominikánský ekonom, podnikatel a politik. Od 16. srpna 2020 je 54. prezidentem Dominikánské republiky.

## Život
Je synem podnikatele a senátora Josého Rafaela Abinadera, potomka libanonských přistěhovalců. Rodina jeho matky pochází z Kanárských ostrovů. Jeho manželka Raquel Arbaje Soni je rovněž libanonského původu. Mají tři dcery.
Je absolventem ekonomie na Instituto Tecnológico de Santo Domingo, postgraduálně studoval v USA na Hult International Business School a Harvard University.

## Kariéra
Pracoval jako manažer v oblasti turistického ruchu.
Od roku 2014 je předsedou Moderní revoluční strany (PRM). V roce 2016 za ni kandidoval na úřad prezidenta a se ziskem 34,98 procent hlasů skončil druhý za Danilem Medinou, který funkci obhájil. Následující prezidentské volby konané 5. července 2020 Abinader vyhrál, když již v prvním kole získal nadpoloviční většinu 52,51 %. Prezidentskou přísahu složil 16. srpna 2020. Abinader se ve funkci hodlá soustředit na posílení spojenectví se Spojenými státy americkými. Představil také plán, který má lákat zahraniční turisty na pověst Dominikánské republiky jako bezpečné země.
Luis Abinader je první hlavou Dominikánské republiky, která se narodila po smrti diktátora Rafaela Trujilla.